# Rafael Llimona
Rafael Llimona i Benet (1896-1957) fue un pintor español.
Hijo y discípulo del escultor Josep Llimona. Estudió a los grandes maestros extranjeros en Italia, Bélgica y Francia. En su obra se distinguen dos etapas: la primera denota la influencia de las obras de El Greco; en la segunda, en la que llega a su plena madurez, adapta un estilo y una técnica impresionistas, tomando como modelo a Renoir.